# Marzucco degli Scornigiani
Marzucco degli Scornigiani (... – 1300 circa) è stato un nobile italiano, padre di Gano degli Scornigiani e uomo di grande valore che ricoprì vari uffici a Pisa e altrove.

## Biografia
Nel 1286 si fece frate e morì probabilmente nei primi anni del XIV secolo, ma Dante lo crede morto prima del 1300. Nell'ultimo decennio della sua vita fu a Firenze a S. Croce, ove Dante poté conoscerlo.
Diversi sono i racconti degli antichi commentatori per spiegare la forza d'animo di costui. La versione forse più probabile è quella che addita tale fortezza nell'aver seguito il funerale del figlio Gano, senza lacrime e senza ira, esortando i parenti a non far vendetta di quell'uccisione.